# آرون سوركين
آرون سوركين (Aaron Sorkin) (ولد في 9 يونيو، عام 1961) هو سيناريست ومنتج وكاتب مسرحي أمريكي حصل على جائزتي الأوسكار وإيمي، حيث تتمثل أعماله في الآتي: القليل من الرجال الفاضلين (A Few Good Men) والرئيس الأمريكي (The American President) والجناح الغربي (The West Wing) وليلة الألعاب الرياضية (Sports Night) واستوديو 60 عند علامة غروب الشمس (Studio 60 on the Sunset Strip) وحرب تشارلي ويلسون (Charlie Wilson's War) والشبكة الاجتماعية (The Social Network) وكرة المال (Moneyball) وغرفة الأخبار (The Newsroom).
بعد أن حصل سوركين على بكالوريوس الفنون الجميلة في المسرح الموسيقي من جامعة سيراكيوز في عام 1983، قضى فترةً طويلةً من العقد التاسع من القرن العشرين في نيويورك حيث كان ممثلاً مكافحًا يعمل من حينٍ لآخر. ثم اكتشف سوركين ولعه بتأليف المسرحيات وسرعان ما بدأ يبني اسمه ككاتب مسرحي شاب واعد. لفتت مسرحيته القليل من الرجال الفاضلين انتباه المنتج الهوليودي دافيد براون (David Brown)، الذي اشترى حقوق الفيلم قبل العرض الأول للمسرحية.
أجَّرت شركة كاسل روك انترتينمنت (Castle Rock Entertainment) مسرحية القليل من الرجال الفاضلين من سوركين لتعرضها على شاشة السينما، حيث حقَّق الفيلم الذي أخرجه روب رينير (Rob Reiner) إيراداتٍ كبيرة. انشغل سوركين في بداية العقد الأخير من القرن العشرين بتأليف سيناريو فيلمَين آخرَين لشركة كاسل روك وهما، الحقد (Malice) والرئيس الأمريكي. وفي منتصف هذا العقد عمل سوركين منقح سيناريو أفلام منها فيلم بولورث (Bulworth). وفي عام 1998، بدأ كتابة أعماله التليفزيونية حيث ألَّف المسلسل الكوميدي ليلة الألعاب الرياضية لشبكة هيئة الإذاعة الأمريكية (ABC). انتهى عرض مسلسل ليلة الألعاب الرياضية بعد موسمَين فقط، حيث تزامَن في عام 1999 مع أول ظهورٍ لمسلسل سوركين التليفزيوني التالي، وهو الدراما السياسية الجناح الغربي، الذي ألّفه لشبكة هيئة الإذاعة الوطنية (NBC) في هذه المرة. فاز مسلسل الجناح الغربي بالعديد من جوائز إيمي واستمر عرضه ثلاثة مواسم بعد أن غادر سوركين عمله في المسرح في نهاية الموسم الرابع له في عام 2003. عاد سوركين إلى عمله في التليفزيون في عام2006 حيث ألَّف لشبكة هيئة الإذاعة الوطنية مرةً أخرى الكوميديا دراما استوديو 60 عند علامة غروب الشمس، التي تقدم الدراما وراء الكواليس في مشهدٍ كوميديٍ مسرحيٍ هزليٍ في وقتٍ متأخرٍ من الليل. برغم ترقب العديد من الناس لعودة سوركين وما أحدثوه من ضجةٍ عبر الإنترنت قبل العرض الأول لمسلسل استوديو 60'، لم تكرر هيئة الإذاعة الوطنية عرضه بعد موسمه الأول الذي عانت خلاله من تقديرات الجمهور السلبية والانتقادات المختلطة في الصحف وعلى شبكة الإنترنت. كما ألَّف سيناريو الفيلم الكامل لـ الشبكة الاجتماعية (The Social Network)، والذي حاز على جائزة الأوسكار لـ أفضل سيناريو مقتبَس.
عاد سوركين للمسرح بعد غياب أكثر من عقدٍ حيث قام بعرض مسرحيته اختراع فارنسورث (The Farnsworth Invention)، والتي بدأ الإعداد لها في مسرح لاجولا في فبراير عام 2007 وتم افتتاحها على برودواي في ديسمبر عام 2007.
أدمن سوركين الكوكايين لعدة سنوات، ولكن بعد أن حظى ذلك بتغطيةٍ إعلاميةٍ مكثفةٍ في عام 2001 تلقى العلاج ببرنامج استخدام العقاقير الطبية لأغراضٍ ترفيهيةٍ وقيل أنه تعافى. يشتهر سوركين في التليفزيون بكونه كاتبًا مسيطرًا نادرًا ما يُنسب إليه تأليف السيناريوهات. ويرجَح أن الموظفين الذين يساعدونه في التأليف يجرون له أبحاثًا ويؤلفون له قصصًا ليسردها. تمت تكملة حوار سوركين المميَّز سريع الطلقات ومونولوجه الطويل الذي يعرَض على شاشة التليفزيون بتقنية الإخراج المتميِّزة المتكررة التي وضعها المخرج الأمريكي توماس سكلام (Thomas Schlamme) والتي تُعرف باسم «المشي أثناء الكلام». تحتوي هذه التسلسلات على لقطات متتابعة مفردةٍ تظل فترة طويلة وتضم شخصياتٍ عديدةً يتحاورون أثناء حركتهم في موقع التصوير; حيث يدخل الأشخاص في الحوار ويخرجون منه دون قطع اللقطة.

## أعماله السينمائية
- القليل من الرجال الفاضلين (1992)
- Malice (with سكوت فرانك) (1993)
- الرئيس الأمريكي (1995)
- The Rock (1996) (uncredited)
- بول وورث (1998) (uncredited)
- Sports Night (1998–2000) (TV) (Creator/Executive Producer)
- الجناح الغربي (1999–2006) (TV) (Creator/Executive Producer)
- Studio 60 on the Sunset Strip (2006–07) (TV) (Creator/Executive Producer)
- حرب تشارلي ويلسون (based on the book by جورج كريل الثالث) (2007)
- الشبكة الاجتماعية (based on the book بليونيرات بالصدفة (كتاب) by Ben Mezrich) (2010)
- Moneyball (with ستيفن زيليان from a story by Stan Chervin, based on the book by مايكل لويس (كاتب)) (2011)
- غرفة الأخبار (2012–14) (مسلسل تلفزيوني) (المنشئ / المنتج التنفيذي)
- ستيف جوبز (2015) (مقتبس عن ستيف جوبز من تأليف والتر إيزاكسون)
- لعبة مولي (2017)

## وصلات خارجية
- آرون سوركين على موقع IMDb (الإنجليزية)
- آرون سوركين على موقع الموسوعة البريطانية (الإنجليزية)
- آرون سوركين على موقع روتن توميتوز (الإنجليزية)
- آرون سوركين على موقع مونزينجر (الألمانية)
- آرون سوركين على موقع ألو سيني (الفرنسية)
- آرون سوركين على موقع تيرنر كلاسيك موفيز (الإنجليزية)
- آرون سوركين على موقع أول موفي (الإنجليزية)
- آرون سوركين على موقع بوكس أوفيس موجو (الإنجليزية)
- آرون سوركين على موقع قاعدة بيانات برودواي على الإنترنت (الإنجليزية)
- آرون سوركين على موقع قاعدة بيانات الأفلام السويدية (السويدية)
- Aaron Sorkin at Moviefone
- Aaron Sorkin at Rotten Tomatoes
- آرون سوركين على موقع Charlie Rose
- آرون سوركين أخبار متعلقة على موقع صحيفة الغارديان
- أخبار مُجمّعة وتعليقات عن آرون سوركين في موقع صحيفة نيويورك تايمز.